# Johann Peitler
Johann Peitler (8. června 1838 – 19. července 1917 Rennweg am Katschberg) byl rakouský politik německé národnosti, na konci 19. století poslanec Říšské rady.

## Biografie
Dlouhodobě působil jako starosta domovského Rennwegu.
Byl i poslancem Říšské rady (celostátního parlamentu Předlitavska), kam usedl v doplňovacích volbách roku 1894 za kurii venkovských obcí v Korutanech, obvod Spittal, Hermagor atd. Nastoupil 16. října 1894 místo Oswalda Nischelwitzera. Ve volebním období 1891–1897 se uvádí jako Johann Peitler, majitel hospodářství, bytem Rennweg.
Po vstupu na Říšskou radu byl roku 1894 přijat do konzervativního Hohenwartova klubu. Koncem roku 1895 přešel do nově utvořeného poslaneckého klubu Katolické lidové strany.
Zemřel v červenci 1917.